# Alioum Saidou
Alioum Saidou (19 de febrero de 1978) es un futbolista camerunés, actualmente sin equipo. Se desempeña como centrocampista ha sido internacional con la selección de fútbol de Camerún.

## Clubes
| Club            | País    | Año         |
| --------------- | ------- | ----------- |
| Ístanbulspor AS | Turquía | 1999 - 2004 |
| Galatasaray SK  | Turquía | 2004 - 2006 |
| FC Nantes       | Francia | 2006 - 2007 |
| Kayserispor     | Turquía | 2007 - 2010 |
| Sivasspor       | Turquía | 2010 - 2011 |

- Datos: Q1559264
- Multimedia: Alioum Saidou / Q1559264